# Wanksta
Wanksta è un singolo del rapper statunitense 50 Cent pubblicato il 6 maggio 2002. È stato inserito nella colonna sonora del film 8 Mile, nell'EP No Mercy, No Fear e nell'album Get Rich or Die Tryin'. Il singolo ha raggiunto la tredicesima posizione della classifica Billboard Hot 100. Il rapper Eminem, collega e proprietario dell'etichetta di 50 Cent, ha realizzato un freestyle sulla base di questa canzone.

## Tracce
Vinile singolo Shady Records – 50CVP1, Interscope Records – 50CVP1, Universal Records – 50CVP1
1. Wanksta (Album Version) - 3:39
2. Wanksta (Clean Version) - 3:39
3. Wanksta (Instrumental) - 3:41
4. Wanksta (Acapella) - 3:26

CD singolo
1. Wanksta (Album) - 3:39
2. Wanksta (Clean) - 3:39
3. Wanksta (Instrumental) - 3:41

## Classifiche
| Classifica (2002)      | Posizione più alta |
| ---------------------- | ------------------ |
| U.S. Billboard Hot 100 | 13                 |